# (22369) Klinger
(22369) Klinger ist ein Asteroid des Hauptgürtels, der am 18. September 1993 von den deutschen Astronomen Freimut Börngen und Lutz D. Schmadel an der Thüringer Landessternwarte Tautenburg (IAU-Code 033) entdeckt wurde.
Der Asteroid ist nach dem deutschen Bildhauer, Grafiker und Maler Max Klinger (1857–1920) benannt, dessen Werk größtenteils dem Symbolismus zuzuordnen ist.